# Грабовце-Гурне
Грабовце-Гурне (пол. Grabowce Górne) — село в Польщі, у гміні Новодвур Рицького повіту Люблінського воєводства.
Населення — 105 осіб (2011).

## Демографія
Демографічна структура станом на 31 березня 2011 року:
|          | Загалом | Допрацездатний вік | Працездатний вік | Постпрацездатний вік |
| -------- | ------- | ------------------ | ---------------- | -------------------- |
| Чоловіки | 52      | 16                 | 32               | 4                    |
| Жінки    | 53      | 14                 | 23               | 16                   |
| Разом    | 105     | 30                 | 55               | 20                   |